# ぺちゃくちゃ
ぺちゃくちゃ(英: PechaKucha)とは、プレゼンテーションの形式。ぺちゃくちゃでは、講演者は、20枚のスライドを1枚あたり20秒使ってプレゼンテーションを行う。通常、ぺちゃくちゃないと(ペチャクチャナイト、英: PechaKucha Night)と呼ばれるプレゼンテーションイベントで行われる。

## 歴史
ぺちゃくちゃは、日本を拠点とする建築事務所クライン・ダイサム・アーキテクツの代表であるアストリッド・クライン（Astrid Klein）とマーク・ダイサム（Mark Dytham）によって考案され、最初のぺちゃくちゃないとが2003年2月に東京で開催された。2004年にはヨーロッパの都市でぺちゃくちゃないとが開催されるようになり、その後世界中に広まり、2012年9月までに世界552都市で開催されてきた。2012年9月現在、480を超えるぺちゃくちゃのプレゼンテーションがオンラインで閲覧できる。
ぺちゃくちゃという名前は、日本語で、よくしゃべる様を表すオノマトペである「ぺちゃくちゃ」から来ている。

## 構成
典型的なぺちゃくちゃないとは、10前後のプレゼンテーションから構成される。講演者は公募制である。参加者の多くはデザイン、建築、写真、芸術といった背景を持つ人が多く、若手クリエイターの交流の場として機能している。そのため、テーマも講演者の作品・アイデアの紹介が多いが、特に制約があるわけではない。
各講演者は、1枚あたり20秒で自動的に切り替わるスライドを20枚使って、自分の作品の紹介やアイデアの説明をする。ぺちゃくちゃの公式サイトによれば、このように短く速い構成にした理由は、建築家を初めとして多くのクリエイターはマイクを握ると延々と喋るからだ、としている。この形式によって一人あたりの時間が明確に制限され、多くの人に端的で簡潔なプレゼンテーションをする機会を与えられる。